# ジョエル・ポムラ
ジョエル・ポムラ（Joël Pommerat, 1963年 - ）はフランスの劇作家・演出家。フランスロアンヌ出身。

## 略歴
俳優として活動したのち、1986年から劇作に専念し、1990年にカンパニー・ルイ・ブルイヤールを立ち上げる。
2003年に、この劇団の中核となる俳優7人と「以後40年間、毎年新作を書き、役を割り振る」という契約を交わした（現在は5人）。装置・照明のそろった舞台で稽古を進めながら作品を完成させていくスタイルで、基本的に自らの劇団のために書き下ろした作品のみを演出。
ピーター・ブルックに評価され、2007年度から2009年度までブッフ・デュ・ノール劇場の提携アーティストとして定期的に公演。ブルックが劇場を去るのに伴い、オリヴィエ・ピィに招かれて、2010年度からはオデオン座の提携アーティストとなった。

## 主な作・演出作品
- 1995年　『極 Pôles』
- 2001年　『私の友達 Mon ami』（パリ＝ヴィレット劇場）
- 2002年　『私の目のおかげで Grâce à mes yeux』（パリ＝ヴィレット劇場）
- 2003年　『うちの子は Cet enfant』（ノルマンディー国立演劇センター・エルーヴィル劇場、パリ＝ヴィレット劇場、批評家連盟仏語劇作品部門最優秀賞受賞）
- 2004年　『世界に Au monde』（ストラスブール国立劇場）
- 2005年　『片手で D'une seule main』
- 2005年　『赤ずきんちゃん Le Petit Chaperon rouge』
- 2006年　『時の商人 Les Marchands』（ストラスブール国立劇場、戯曲大賞受賞、『世界に』・『片手で』とともに三部作をなす）
- 2007年　『私は震える(1) Je tremble (1)』（ブッフ・デュ・ノール劇場、モリエール賞最優秀現代作家賞・最優秀カンパニー賞ノミネート）
- 2008年　『ピノキオ Pinocchio』（オデオン座）
- 2008年　『私は震える(1・2) Je tremble (1 & 2)』（アヴィニョン演劇祭、ブッフ・デュ・ノール劇場、モリエール賞最優秀現代作家賞ノミネート）
- 2010年　『サークル／フィクション Cercles / Fictions』（ブッフ・デュ・ノール劇場、オデオン座アトリエ・ベルティエ）
- 2011年　『私の冷蔵室 Ma chambre froide』（オデオン座アトリエ・ベルティエ）
- 2011年　『私の目のおかげで Thanks to my eyes』（オペラバージョン、エクサン・プロヴァンス音楽祭）
- 2011年　『サンドリヨン Cendrillon』（ベルギー国立劇場、オデオン座アトリエ・ベルティエ）